# Cueva de Cobrantes
La cueva de Cobrantes o Cobrante, situada en el barrio del Caburrao de San Miguel de Aras en Cantabria (España), es una cueva prehistórica descubierta a finales del siglo XX. 
Esta cueva custodia un yacimiento con elementos del Magdaleniense, Mesolítico Postaziliense, Edad de Bronce y Edad de Hierro. También contiene diversas obras de arte rupestre del paleolítico. Se tratan de una serie de grabados paleolíticos reunidos en dos grupos, que incluyen representaciones animales y un antropomorfo, así como varias muestras de arte esquemático abstracto: marcas negras, puntuaciones, líneas y ángulos. Los grabados se consideran realizados en el Solutrense y en el Magdaleniense Inferior. 
Descubierta en 1967 por Miguel Ángel García Guinea, fue declarada Bien de Interés Cultural en 1985. Actualmente se encuentra cerrada al público.